# Avicephala
Avicephala – grupa wymarłych gadów z podgromady Diapsida, żyjących w późnym permie i triasie. Wiele gatunków miało dziwne wyspecjalizowane chwytne kończyny i chwytne ogony, dostosowane do nadrzewnego (ewentualnie wodnego) stylu życia.
Nazwa Avicephala oznacza „ptasie głowy” i nawiązuje do głów tych gadów, wykazujących podobieństwo do ptasich. Kilka awicefalów, takich jak np. Hypuronector, posiadało bezzębny dziób tak jak ptaki. To podobieństwo do czaszki ptaków doprowadziło kilku naukowców do wniosku, że ptaki pochodzą od gadów jak Longisquama (jej dziwaczne łuski miały być proto-piórami), choć większość uczonych jest zdania, że to tylko podobieństwa na zasadzie konwergencji.
Awicefale posiadały różne dziwne cechy oprócz ich "ptasich" czaszek. Rodzaj Longisquama posiadał wydłużone łuski na grzbiecie o nieokreślonej funkcji, a Coelurosauravus miał wydłużone żebra, na których rozpostarta była błona lotna umożliwiająca temu zwierzęciu szybowanie z drzewa na drzewo.
Inne, jak drepanozaury miały szereg cech szkieletu upodabniający je do kameleonów. Nad barkach większości gatunków był rodzaj "garbu" powstały z połączenia kręgów, prawdopodobnie będący zaczepem dla rozrośniętych mięśni szyi, pozwalających na szybkie, uderzające ruchy głowy (być może do połowu owadów). Wiele miało dłonie z dwoma palcami, przeciwstawnie ułożonymi do pozostałych trzech, dostosowane do chwytania gałęzi. Niektóre okazy (być może przejaw dymorfizmu płciowego) mają przeciwstawny palec na każdej stopie, który może spełniał jakąś rolę podczas aktu kopulacji. Większość gatunków miało szerokie, chwytne ogony, czasami zakończone dużym "szponem", pomocnym przy wspinaczce. Ogony te, wysokie i płaskie, takie jak u traszek i krokodyli, skłoniły niektórych do wniosku, że były one bardziej wodne niż nadrzewne. W 2004 r. Senter odrzucił ten pomysł, a Colbert i Olsen, w swoim opisie Hypuronector uznali, że podczas gdy inne drepanozaury były prawdopodobnie nadrzewne, Hypuronector był wyłącznie przystosowany do życia w środowisku wodnym. Ogon tego rodzaju był niechwytny - bardziej na kształt płetwy niż u innych drepanozaurów.

## Systematyka
Ustalenie pozycji filogenetycznej tych gadów jest trudne i do tej pory nie są jasne ich pokrewieństwa w obrębie diapsydów.  Niektóre z tych tajemniczych gadów, szczególnie drepanozaury i Longisquama, zostały przypisane przez niektórych badaczy do Prolacertiformes. Senter połączył je w jeden klad z Coelurosauravidae, dla którego ukuł nazwę Avicephala. Jest to siostrzany  takson do Neodiapsida (grupa, która obejmuje wszystkie nowoczesne diapsydy i ich wymarłych krewnych).
W obrębie Avicephala, Senter utworzył grupę Simiosauria ("małpo jaszczurki") dla ekstremalnie nadrzewnych form. Senter stwierdził, że Hypuronector, pierwotnie opisany jako drepanozauryd, w rzeczywistości jest poza tą rodziną, wraz z prymitywnych drepanozaurydem Vallesaurus. On również stwierdził bliskie pokrewieństwo między rodzajami Dolabrosaurus i Megalancosaurus.

### Klasyfikacja
- - Longisquama
  - Protoavis ?
  - Coelurosauravidae
- Coelurosauravus
- Weigeltisaurus
- Rautiania
  - Simiosauria
- Vallesaurus
- Hypuronector
  - Drepanosauridae
- Dolabrosaurus
- Drepanosaurus
- Megalancosaurus

## Filogeneza
Kladogram Avicephala za Senter, 2004
|  | Weigeltisaurus  |
|  |                 |
|  | Coelurosauravus |
|  |                 |

|         | Drepanosaurus                                                     |
|         |                                                                   |
| unnamed | \| \| Dolabrosaurus \| \| \| \| \| \| Megalancosaurus \| \| \| \| |
|         | \| \| Dolabrosaurus \| \| \| \| \| \| Megalancosaurus \| \| \| \| |
|         | Dolabrosaurus                                                     |
|         |                                                                   |
|         | Megalancosaurus                                                   |
|         |                                                                   |

|  | Dolabrosaurus   |
|  |                 |
|  | Megalancosaurus |
|  |                 |

|         | Drepanosaurus                                                     |
|         |                                                                   |
| unnamed | \| \| Dolabrosaurus \| \| \| \| \| \| Megalancosaurus \| \| \| \| |
|         | \| \| Dolabrosaurus \| \| \| \| \| \| Megalancosaurus \| \| \| \| |
|         | Dolabrosaurus                                                     |
|         |                                                                   |
|         | Megalancosaurus                                                   |
|         |                                                                   |

|  | Dolabrosaurus   |
|  |                 |
|  | Megalancosaurus |
|  |                 |

|         | Drepanosaurus                                                     |
|         |                                                                   |
| unnamed | \| \| Dolabrosaurus \| \| \| \| \| \| Megalancosaurus \| \| \| \| |
|         | \| \| Dolabrosaurus \| \| \| \| \| \| Megalancosaurus \| \| \| \| |
|         | Dolabrosaurus                                                     |
|         |                                                                   |
|         | Megalancosaurus                                                   |
|         |                                                                   |

|  | Dolabrosaurus   |
|  |                 |
|  | Megalancosaurus |
|  |                 |

|         | Drepanosaurus                                                     |
|         |                                                                   |
| unnamed | \| \| Dolabrosaurus \| \| \| \| \| \| Megalancosaurus \| \| \| \| |
|         | \| \| Dolabrosaurus \| \| \| \| \| \| Megalancosaurus \| \| \| \| |
|         | Dolabrosaurus                                                     |
|         |                                                                   |
|         | Megalancosaurus                                                   |
|         |                                                                   |

|  | Dolabrosaurus   |
|  |                 |
|  | Megalancosaurus |
|  |                 |

|  | Weigeltisaurus  |
|  |                 |
|  | Coelurosauravus |
|  |                 |

|         | Drepanosaurus                                                     |
|         |                                                                   |
| unnamed | \| \| Dolabrosaurus \| \| \| \| \| \| Megalancosaurus \| \| \| \| |
|         | \| \| Dolabrosaurus \| \| \| \| \| \| Megalancosaurus \| \| \| \| |
|         | Dolabrosaurus                                                     |
|         |                                                                   |
|         | Megalancosaurus                                                   |
|         |                                                                   |

|  | Dolabrosaurus   |
|  |                 |
|  | Megalancosaurus |
|  |                 |

|         | Drepanosaurus                                                     |
|         |                                                                   |
| unnamed | \| \| Dolabrosaurus \| \| \| \| \| \| Megalancosaurus \| \| \| \| |
|         | \| \| Dolabrosaurus \| \| \| \| \| \| Megalancosaurus \| \| \| \| |
|         | Dolabrosaurus                                                     |
|         |                                                                   |
|         | Megalancosaurus                                                   |
|         |                                                                   |

|  | Dolabrosaurus   |
|  |                 |
|  | Megalancosaurus |
|  |                 |

|         | Drepanosaurus                                                     |
|         |                                                                   |
| unnamed | \| \| Dolabrosaurus \| \| \| \| \| \| Megalancosaurus \| \| \| \| |
|         | \| \| Dolabrosaurus \| \| \| \| \| \| Megalancosaurus \| \| \| \| |
|         | Dolabrosaurus                                                     |
|         |                                                                   |
|         | Megalancosaurus                                                   |
|         |                                                                   |

|  | Dolabrosaurus   |
|  |                 |
|  | Megalancosaurus |
|  |                 |

|         | Drepanosaurus                                                     |
|         |                                                                   |
| unnamed | \| \| Dolabrosaurus \| \| \| \| \| \| Megalancosaurus \| \| \| \| |
|         | \| \| Dolabrosaurus \| \| \| \| \| \| Megalancosaurus \| \| \| \| |
|         | Dolabrosaurus                                                     |
|         |                                                                   |
|         | Megalancosaurus                                                   |
|         |                                                                   |

|  | Dolabrosaurus   |
|  |                 |
|  | Megalancosaurus |
|  |                 |